# مارک چایلد
مارک چایلد (انگلیسی: Mark Child؛ زادهٔ ) یک شیمیدان اهل بریتانیا است. تحقیقات او در خصوص نظریه برخورد مولکولی و ساختارهای کوانتوم سحطی در نقطه زینی بوده‌است.